# Lista chorążych reprezentacji Grecji na igrzyskach olimpijskich
Lista chorążych reprezentacji Grecji na igrzyskach olimpijskich – lista zawodników i zawodniczek reprezentacji Grecji, którzy podczas ceremonii otwarcia nowożytnych igrzysk olimpijskich nieśli flagę grecką.

## Chronologiczna lista chorążych
| Lp. | Rok i miejsce           | Chorąży                  | Dyscyplina                               |
| --- | ----------------------- | ------------------------ | ---------------------------------------- |
| 1   | 1896, Ateny             | b.d.                     |                                          |
| 2   | 1900, Paryż             | b.d.                     |                                          |
| 3   | 1904, Saint Louis       | b.d.                     |                                          |
| 4   | 1908, Londyn            | Nikolaos Jeorgandas      | lekkoatletyka                            |
| 5   | 1912, Sztokholm         | Konstandinos Tsiklitiras | lekkoatletyka                            |
| 6   | 1920, Antwerpia         | Wasilios Zarkadis        | piłka nożna, szermierka                  |
| 7   | 1924, Paryż             | Christos Wretos          | lekkoatletyka                            |
| 8   | 1928, Amsterdam         | Andonis Kariofilis       | lekkoatletyka                            |
| 9   | 1932, Los Angeles       | Christos Mandikas        | lekkoatletyka                            |
| 10  | 1936, Innsbruck         | Dimitrios Negrepondis    | biegi narciarskie, narciarstwo alpejskie |
| 11  | 1936, Berlin            | Joanis Skiadas           | lekkoatletyka                            |
| 12  | 1948, Sankt Moritz      | Fotis Mawriplis          | narciarstwo alpejskie                    |
| 13  | 1948, Londyn            | Jeorjos Kalambokidis     | żeglarstwo                               |
| 14  | 1952, Oslo              | Angelos Lembesi          | narciarstwo alpejskie                    |
| 15  | 1952, Helsinki          | Nikolaos Silas           | lekkoatletyka                            |
| 16  | 1956, Cortina d’Ampezzo | Aleksandros Wuksinos     | narciarstwo alpejskie                    |
| 17  | 1956, Melbourne         | Jeorjos Rumbanis         | lekkoatletyka                            |
| 18  | 1960, Rzym              | Konstantyn II Grecki     | żeglarstwo                               |
| 19  | 1964, Innsbruck         | Dimitrios Papos          | narciarstwo alpejskie                    |
| 20  | 1964, Tokio             | Jeorjos Marselos         | lekkoatletyka                            |
| 21  | 1968, Grenoble          | Dimitrios Papos          | narciarstwo alpejskie                    |
| 22  | 1968, Meksyk            | Christos Papanikolau     | lekkoatletyka                            |
| 23  | 1972, Sapporo           | Panajotis Aleksandris    | narciarstwo alpejskie                    |
| 24  | 1972, Monachium         | Christos Papanikolau     | lekkoatletyka                            |
| 25  | 1976, Innsbruck         | Spiros Teodoru           | narciarstwo alpejskie                    |
| 26  | 1976, Montreal          | Wasilis Papajeorjopulos  | lekkoatletyka                            |
| 27  | 1980, Lake Placid       | Lazaros Archondopulos    | narciarstwo alpejskie                    |
| 28  | 1980, Moskwa            | Ilias Chadzipawlis       | żeglarstwo                               |
| 29  | 1984, Sarajewo          | Andreas Pandelidis       | narciarstwo alpejskie                    |
| 30  | 1984, Los Angeles       | Stelios Mijakis          | zapasy                                   |
| 31  | 1988, Calgary           | Atanasios Tsakiris       | biegi narciarskie, biathlon              |
| 32  | 1988, Seul              | Bambis Cholidis          | zapasy                                   |
| 33  | 1992, Albertville       | Atanasios Tsakiris       | biegi narciarskie, biathlon              |
| 34  | 1992, Barcelona         | Lambros Papakostas       | lekkoatletyka                            |
| 35  | 1994, Lillehammer       | Thomai Lefousi           | narciarstwo alpejskie                    |
| 36  | 1996, Atlanta           | Piros Dimas              | podnoszenie ciężarów                     |
| 37  | 1998, Nagano            | Wasilios Dimitriadis     | narciarstwo alpejskie                    |
| 38  | 2000, Sydney            | Nikolaos Kaklamanakis    | żeglarstwo                               |
| 39  | 2002, Salt Lake City    | Lefteris Fafalis         | biegi narciarskie                        |
| 40  | 2004, Ateny             | Piros Dimas              | podnoszenie ciężarów                     |
| 41  | 2006, Turyn             | Lefteris Fafalis         | biegi narciarskie                        |
| 42  | 2008, Pekin             | Ilias Iliadis            | judo                                     |
| 43  | 2010, Vancouver         | Atanasios Tsakiris       | biegi narciarskie, biathlon              |
| 44  | 2012, Londyn            | Aleksandros Nikolaidis   | taekwondo                                |
| 45  | 2014, Soczi             | Panajota Tsakiri         | biegi narciarskie, biathlon              |
| 46  | 2016, Rio               | Sofia Bekatoru           | żeglarstwo                               |
| 47  | 2018, Pjongczang        | Sofia Rali               | narciarstwo alpejskie                    |
| 48  | 2020, Tokio             | Anna Korakaki            | strzelectwo                              |
| 48  | 2020, Tokio             | Elefterios Petrunias     | gimnastyka                               |